# Neunundneunzig
Die Neunundneunzig (99) ist die natürliche Zahl zwischen 98 und 100. Sie ist ungerade und die höchste zweistellige Zahl im Dezimalsystem.

## Religiöse Bedeutungen und Zusammenhänge

### Judentum und Christentum
Im Alten Testament sind 99 Jahre ein symbolisches Alter: Abraham ist 99 Jahre alt, als ihm Gott erscheint (Gen 17,1 ). Im Neuen Testament kommt der 99 (als 100 minus 1) im Gleichnis von den hundert Schafen eine symbolische Bedeutung zu: Gott freut sich über das eine wiedergefundene Schaf, das sich verirrt hatte, mehr als über die 99 Schafe, die sich nicht verirrt hatten. (Mt 18,12 ), siehe auch Gleichnis vom verlorenen Sohn.
Der Zahlenwert des Wortes Amen wurde nach der Gematrie der alten Kirche als 99 interpretiert (A=1, M=40, E=8, N=50).

### Islam
Im Islam haben die 99 Namen Allahs eine religiöse Bedeutung. Diese Tradition geht nach einem Hadith auf einen überlieferten Ausspruch Mohammeds zurück, nach dem Allah neunundneunzig Namen habe, einen weniger als einhundert. In der Lehre der Mu'tazila wurden diese Namen als mit Allah identisch angesehen. Im Sufismus stellt die meditative ständige Wiederholung der 99 Namen einen wichtigen Bestandteil der Annäherung an Allah dar.
In der arabischen Dichtung ist sie eine umschreibende Zahl: Der Dichter Imrulqais (6. Jahrhundert) verlangt 99 Küsse „und noch einen“ von seiner Geliebten. Der altarabische Held Schanfara, der geschworen hat, hundert Feinde zu töten, wird vom neunundneunzigsten erschlagen, verletzt aber mit einem seiner Knochensplitter den hundertsten Feind tödlich.
Die 99 Namen Allahs werden in der Malerei als „Muhammadanische Rose“ dargestellt.

## Alltagskultur
In der Preisgestaltung kommt der 99 (interpretiert als „noch nicht 100“) eine psychologische Bedeutung zu (Gebrochener Preis oder Schwellenpreis).
99 Luftballons ist ein erfolgreicher Popsong der Sängerin Nena von 1983, 99 ist ein Lied aus dem Jahre 1979 von Toto.
Die Zahl ist zentraler Bestandteil und namensgebend für die Spielshow 99 – Eine:r schlägt sie alle!.
Wayne Gretzky, der als bisher bester Eishockeyspieler gilt, trug während seiner Laufbahn die Rückennummer 99, die seit seinem Karriereende im Jahre 2000 an keinen Spieler der NHL mehr vergeben wird.

## Naturwissenschaft
- 99 ist in der Chemie die Ordnungszahl von Einsteinium.